# بوی بد پا
بَدبویی پا معمولاً ناشی از حضور باکتری ها و قارچها در کفش، جوراب و لابلای انگشتان پا است.
دلیل اصلی بوی پا، عرق کردن پاست.